# ジョサイア・ウェッジウッド2世
ジョサイア・ウェッジウッド2世（Josiah Wedgwood II、1769年4月3日 − 1843年7月12日）は、イギリスの陶芸家、政治家。ジョサイア・ウェッジウッドの息子で、ウェッジウッドの後継者。政治家でもあり、奴隷制度廃止運動に力を尽くした。
父親の名前を襲名、1807年から家族とともにスタッフォードシャーに移住。家族は彼が亡くなるまでここに住んだ。
1832年から1835年までストーク＝アポン＝トレント(ストーク＝オン＝トレントの前進)の国会議員を務めた。
1843年にメアー（Maer）で亡くなる。